# Orthochirus
Orthochirus — род скорпионов семейства Buthidae.

## Название
Название рода Orthochirus обусловлено, очевидно особенностью внешнего вида тонких, почти прямых клешней педипальп (др.-греч. ὀρθός — «прямой» и χείρ — «рука»).

## Описание
Небольшие (до 50 мм) скорпионы, большей частью тёмноокрашенные. Характерной особенностью видов этого рода является чрезвычайно массивная, богато скульптурированная метасома и очень узкие клешни педипальп. Конечности обычно окрашены в светлые тона, полупрозрачные, желтоватые. Многие виды очень сходны внешне, что затрудняет их идентификацию. Населяют исключительно засушливые местообитания. Укол в общем не опасен, но яд достаточно сильный (учитывая размеры животных), способный вызвать отравление и сильную боль на сутки или более.

## Растпространение
Виды этого рода встречаются в полупустынях и пустынях Северной и Восточной Африки, Ближнего Востока, Центральной и Южной Азии.
На территории бывшего СССР (Средняя Азия) встречается один вид — чёрный скорпион (Orthochirus scrobiculosus (Grube, 1873)).

## Виды
Список видов рода согласно The Scorpion Files:
- Orthochirus afghanus Kovařík, 2004
- Orthochirus aristidis (Simon, 1882)
- Orthochirus atarensis Lourenço et Leguin, 2011
- Orthochirus bastawadei Zambre, Mirza, Sanap, Upadhye et Javed, 2011
- Orthochirus bicolor (Pocock, 1897)
- Orthochirus blandini (Lourenço et Vachon, 1997)
- Orthochirus cloudsleythompsoni Lourenço et Leguin, 2011
- Orthochirus danielleae (Lourenço et Vachon, 1997)
- Orthochirus erardi (Lourenço et Vachon, 1997)
- Orthochirus farzanpayi (Vachon et Farzanpay, 1987)
- Orthochirus feti Kovařík, 2004
- Orthochirus flavescens (Pocock, 1897)
- Orthochirus fuscipes (Pocock, 1900)
- Orthochirus glabrifrons (Kraepelin, 1903)
- Orthochirus gromovi Kovařík, 2004
- Orthochirus gruberi Kovařík et Fet, 2006
- Orthochirus heratensis Kovařík, 2004
- Orthochirus innesi Simon, 1910
- Orthochirus iranus Kovařík, 2004
- Orthochirus iraqus Kovařík, 2004
- Orthochirus jalalabadensis Kovařík, 2004
- Orthochirus kaspareki (Lourenço et Huber, 2000)
- Orthochirus kinzelbachi (Lourenço et Huber, 2000)
- Orthochirus krishnai Tikader et Bastawade, 1983
- Orthochirus maroccanus Lourenco et Leguin, 2011
- Orthochirus minor Lourenço, Duhem et Cloudsley-Thompson, 2012
- Orthochirus monodi (Lourenço et Vachon, 1997)
- Orthochirus pallidus (Pocock, 1897)
- Orthochirus samrchelsis Kovařík, 2004
- Orthochirus scrobiculosus (Grube, 1873) typus
- Orthochirus stockwelli (Lourenço et Vachon, 1995)
- Orthochirus tassili Lourenço et Leguin, 2011
- Orthochirus tibesti Lourenço, Duhem et Cloudsley-Thompson, 2012
- Orthochirus varius Kovařík, 2004
- Orthochirus zagrosensis Kovařík, 2004